# Joakim Nilsson (Fußballspieler, 1985)
Joakim Nilsson (* 16. Mai 1985 in Höllviken, Gemeinde Vellinge) ist ein schwedischer Fußballspieler. Der Defensivspieler läuft seit 2003 im schwedischen Profifußball auf.

## Werdegang
Nilsson begann mit dem Fußballspielen in seinem Heimatort bei Höllvikens GIF. Als Elfjähriger wechselte er in die Jugend von Malmö FF. Hier fiel er auch den Verantwortlichen des schwedischen Verbandes auf und wurde in diverse Nachwuchsnationalmannschaften berufen.
Am 21. April 2003 kam Nilsson gegen Landskrona BoIS zu seinem in der Allsvenskan. Aufgrund diverser Verletzungen konnte er sich in den folgenden Jahren zunächst nicht in der ersten Mannschaft etablieren. Erst in der Spielzeit 2006 gelang ihm an der Seite anderer junger Talente wie Marcus Pode und Behrang Safari der Durchbruch beim Klub und er absolvierte 23 der 26 Saisonspiele. Auch in der folgenden Spielzeit gehörte er zunächst zum Stammpersonal, war aber ab dem vierten Spieltag nur noch Ersatzmann. Nachdem er sich längerfristig nicht durchsetzen konnte, verlieh ihn der Klub kurz nach Beginn der Spielzeit 2009 an den Zweitligisten Mjällby AIF. In der Superettan kam er bis zum Sommer in zehn Partien zum Einsatz und wusste im Mittelfeld zu überzeugen.
Im Sommer 2009 wechselte Nilsson daraufhin erneut den Klub. Beim von Tom Prahl betreuten Erstligisten Trelleborgs FF unterschrieb er einen Kontrakt mit dreieinhalb Jahren Laufzeit. Anfangs Stammspieler, stand er in der Spielzeit 2010 nur noch in 14 seiner 22 Ligaeinsätze in der Startelf. In der anschließenden Spielzeit hatte er sich seinen Stammplatz zurückerkämpft und stand in allen seinen Einsätzen in der Startformation. Trotz seiner zwei Saisontore verpasste die Mannschaft um Fredrik Jensen, Magnus Andersson, Ibrahim Koroma und Kristian Haynes als Tabellenvorletzte den Klassenerhalt in der höchsten Spielklasse.